# 布目貞雄
布目 貞雄（ぬのめ さだお、9月12日 - ）は、日本の男性声優。現在はフリー。愛知県出身。

## 人物
かつてはオフィス薫に所属していた。
特技は少林寺拳法（小拳士二段）、野球、サッカー、日本史など。趣味は落語、観劇、野球観戦。

## 出演

### テレビアニメ
1988年
- それいけ!アンパンマン（魔法の木馬〈2代目〉、クマおじさん〈4代目〉）

1993年
- クレヨンしんちゃん（大蛭田）

1997年
- 夢のクレヨン王国（おにぎり王 他）
- ヨシモトムチッ子物語（1997年 - 1998年、タガメマサ、ハサミムシショージ）

1998年
- ひみつのアッコちゃん（第3作）（魚屋のおっちゃん）

1999年
- 名探偵コナン（1999年 - 2023年、記者A、刑事2、小林刑事、仲西修、塩見正雄 他）
- メダロット魂（フクツル）

2002年
- あたしンち（客B）
- Witch Hunter ROBIN（少年C）
- 忍たま乱太郎（2002年 - 2024年、暁鬼、鍛冶屋さん）
- ふぉうちゅんドッグす（2002年 - 2003年、フェザー、ムック、ブラック、警察犬 他）
- フォルツァ!ひでまる（九の助、ドルフ）

2006年
- DEATH NOTE（男2）

2008年
- 戦争童話 キクちゃんとオオカミ（男性）
- のらみみ（ハム公、審査員長、ささやん、キャラポスト店長、父親、業者の人）- 2シリーズ

2009年
- エグザムライ戦国（オヤジ、子分、農夫）

2024年
- パズドラ（ポルケッタ）

### 劇場アニメ
- 名探偵コナン 世紀末の魔術師（1999年、刑事）
- クレヨンしんちゃん 嵐を呼ぶ アッパレ!戦国大合戦（2002年、門番）
- 劇場版 忍たま乱太郎 ドクタケ忍者隊最強の軍師（2024年、暁鬼）

### OVA
- ストリートファイターZERO（2000年、ソドム将軍）

### 吹き替え
- 奇跡の歌（プーチ）